# Coesyra
Coesyra is een geslacht van vlinders van de familie sikkelmotten (Oecophoridae), uit de onderfamilie Oecophorinae.

## Soorten
- C. abductella (Walker, 1864)
- C. acnissa Turner, 1940
- C. aeglitis Turner, 1940
- C. alphitopis Turner, 1944
- C. allocoma (Meyrick, 1885)
- C. amidrophanes Turner, 1940
- C. anacampta Meyrick, 1913
- C. anthodora Meyrick, 1884
- C. apora (Meyrick, 1883)
- C. apothyma Meyrick, 1884
- C. arenivaga Meyrick, 1884
- C. aspasia Meyrick, 1884
- C. asthenopis Meyrick, 1889
- C. austalea Meyrick, 1884
- C. balantias Meyrick, 1908
- C. bathrophaea Turner, 1914
- C. byssodes Turner, 1940
- C. campylotis Meyrick, 1914
- C. catoptrina Meyrick, 1884
- C. centrobola Meyrick, 1914
- C. cingulata (Meyrick, 1885)
- C. coeloxantha Turner, 1944
- C. colonaea Meyrick, 1902
- C. crassinervis (Lower, 1900)
- C. cretea Turner, 1940
- C. cyclotoma Meyrick, 1884
- C. chrysoptera Turner, 1940
- C. deltosema Meyrick, 1884
- C. diadela Turner, 1917
- C. dictyodes Meyrick, 1889
- C. disticta Turner, 1917
- C. droserodes (Lower, 1907)
- C. drymelanthes (Lower, 1907)
- C. ecliptica Meyrick, 1884
- C. enoplia (Meyrick, 1885)
- C. epicona (Meyrick, 1885)
- C. epistrepta Turner, 1940
- C. eremopola Turner, 1941
- C. euchrysa Lower, 1884
- C. euerata Turner, 1940
- C. gephyrota Meyrick, 1884
- C. heliciotis Turner, 1940
- C. heliophanes Lower, 1894
- C. hemiphragma Meyrick, 1889
- C. heterozona Lower, 1894
- C. ingrata Meyrick, 1913
- C. iodeta Turner, 1898
- C. iotrigona Turner, 1940
- C. iotypa Turner, 1940
- C. iphia Turner, 1940
- C. isarithma (Meyrick, 1885)
- C. lactipalpis Meyrick, 1920
- C. lambda Turner, 1944
- C. leptadelpha Lower, 1920
- C. leptospila Meyrick, 1889
- C. leucanepsia Turner, 1940
- C. lochmaea Turner, 1917
- C. maculisarca (Lower, 1915)
- C. maculopa Lower, 1903
- C. malacella (Meyrick, 1885)
- C. mediocris Turner, 1941
- C. melancholica Meyrick, 1918

- C. melanomita Turner, 1914
- C. melanoscia Meyrick, 1889
- C. melanthes (Lower, 1899)
- C. melliflua Meyrick, 1884
- C. miltozona (Lower, 1901)
- C. monodyas (Meyrick, 1885)
- C. notaria Meyrick, 1913
- C. ochrocirrha Turner, 1927
- C. olympias (Lower, 1899)
- C. ophthalmica Meyrick, 1884
- C. opsiphanes Lower, 1894
- C. oxyxantha Meyrick, 1914
- C. panchrysa Meyrick, 1884
- C. panxantha Meyrick, 1884
- C. paraderces Meyrick, 1889
- C. parvula Meyrick, 1884
- C. pelodesma Lower, 1899
- C. periculosa Meyrick, 1913
- C. perigypsa (Lower, 1901)
- C. permeata Meyrick, 1913
- C. phaeocosma Meyrick, 1889
- C. phaeodesma (Meyrick, 1913)
- C. phaeozona Meyrick, 1889
- C. phaulopis (Turner, 1917)
- C. philopsamma (Meyrick, 1883)
- C. philoxena Meyrick, 1884
- C. phoenopis Turner, 1940
- C. phricomita Turner, 1940
- C. plagiomochla Turner, 1944
- C. plectanora Turner, 1927
- C. pleurophaea Turner, 1940
- C. polemistis (Meyrick, 1902)
- C. polyzona Turner, 1940
- C. protosticha Meyrick, 1885
- C. psilostola Meyrick, 1889
- C. pycnoda (Lower, 1907)
- C. pyrota (Meyrick, 1889)
- C. pyrrhoptera Meyrick, 1884
- C. rhythmosema Turner, 1940
- C. rutila Meyrick, 1912
- C. silacea Turner, 1917
- C. silignis (Lower, 1899)
- C. sodalis Turner, 1940
- C. sporeta Turner, 1917
- C. stenomita Turner, 1944
- C. stenomorpha Turner, 1940
- C. stenoptera (Meyrick, 1884)
- C. stereomita Turner, 1944
- C. syneches Turner, 1914
- C. tapinophanes Turner, 1940
- C. thalamepola (Meyrick, 1885)
- C. thermistis Meyrick, 1889
- C. thoenatica Meyrick, 1920
- C. translatella (Walker, 1864)
- C. tricoronata Meyrick, 1920
- C. triptycha Meyrick, 1884
- C. vegrandis Meyrick, 1884
- C. violacea Turner, 1944
- C. xantholopha Turner, 1940
- C. xuthoterma Meyrick, 1920
- C. zalias (Lower, 1899)